# Дувановка (Омская область)
Дувановка — деревня в Павлоградском районе Омской области. Входит в состав Юрьевского сельского поселения.

## История
Основана в 1907 году. В 1928 году село Дуванка состояло из 202 хозяйств, основное население — украинцы. Центр Дуванского сельсовета Одесского района Омского округа Сибирского края.

## Население
| 1926 | 2010 |
| ---- | ---- |
| 1140 | ↘116 |